# Max Henry Ferrars
Max Henry Ferrars, né le 28 octobre 1846 et mort le  7 février 1933, est un officier colonial britannique, auteur, photographe et professeur d'université, principalement actif en Birmanie britannique et plus tard, à Fribourg, en Allemagne. 
Il a servi pendant près de 30 ans dans le Service forestier impérial des Indes orientales et dans d'autres services publics en Birmanie. Avec sa femme Bertha comme co-auteure, Ferrars a écrit et illustré une étude ethnologique et photographique de la culture et de la société locale, intitulée Burma, publiée en 1900 ; une seconde édition paraît en 1901.

## Publications
- (en) Max and Bertha Ferrars, Burma, Londres, Sampson Low, Marston & Co, 1901, XII-237 p. (lire en ligne)

réédition en fac-simile : Burma, Bangkok, Ava House, 1996, 237 p. (ISBN 974-89409-7-7).

## Galerie
467 négatifs en verre demi-plaque photographique prises avec un appareil de l'époque par le couple Ferrars, pour illustrer leur livre sur la Birmanie, ont été archivés par la Royal Geographical Society à Londres, et plus de 300 d'entre eux sont disponibles en ligne.

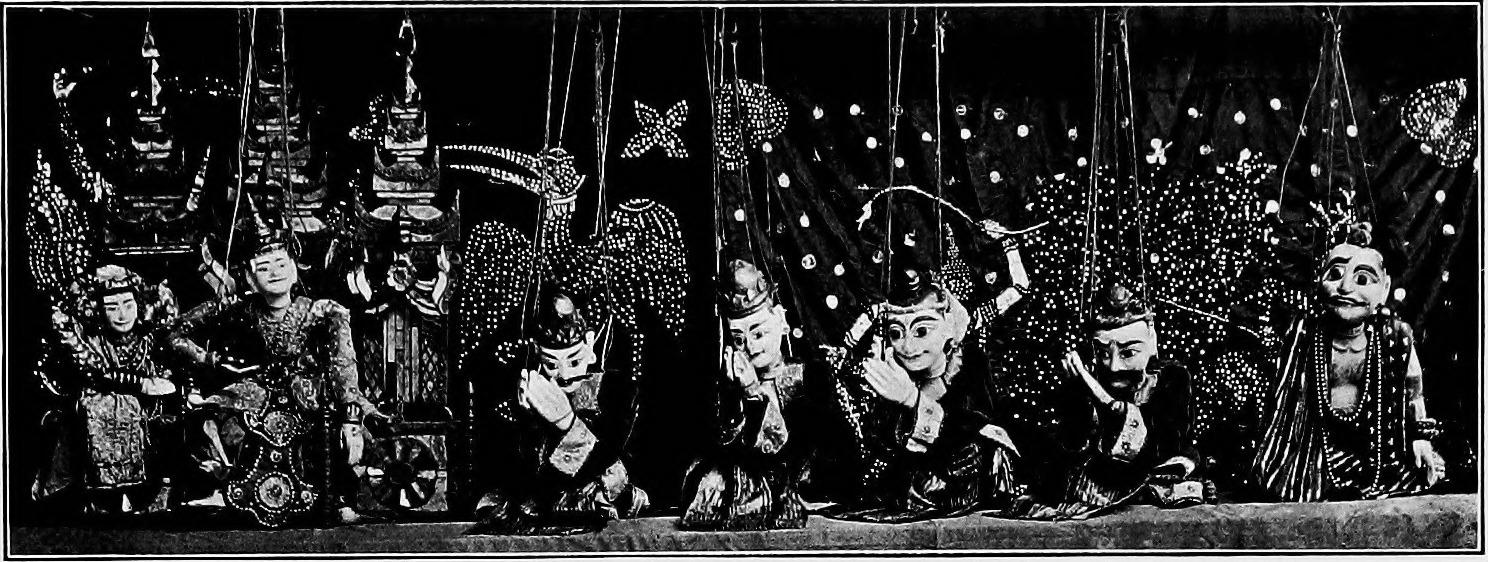
Marionnettes birmanes (Yoke thé), vers 1900.

Photos du couple Ferrars
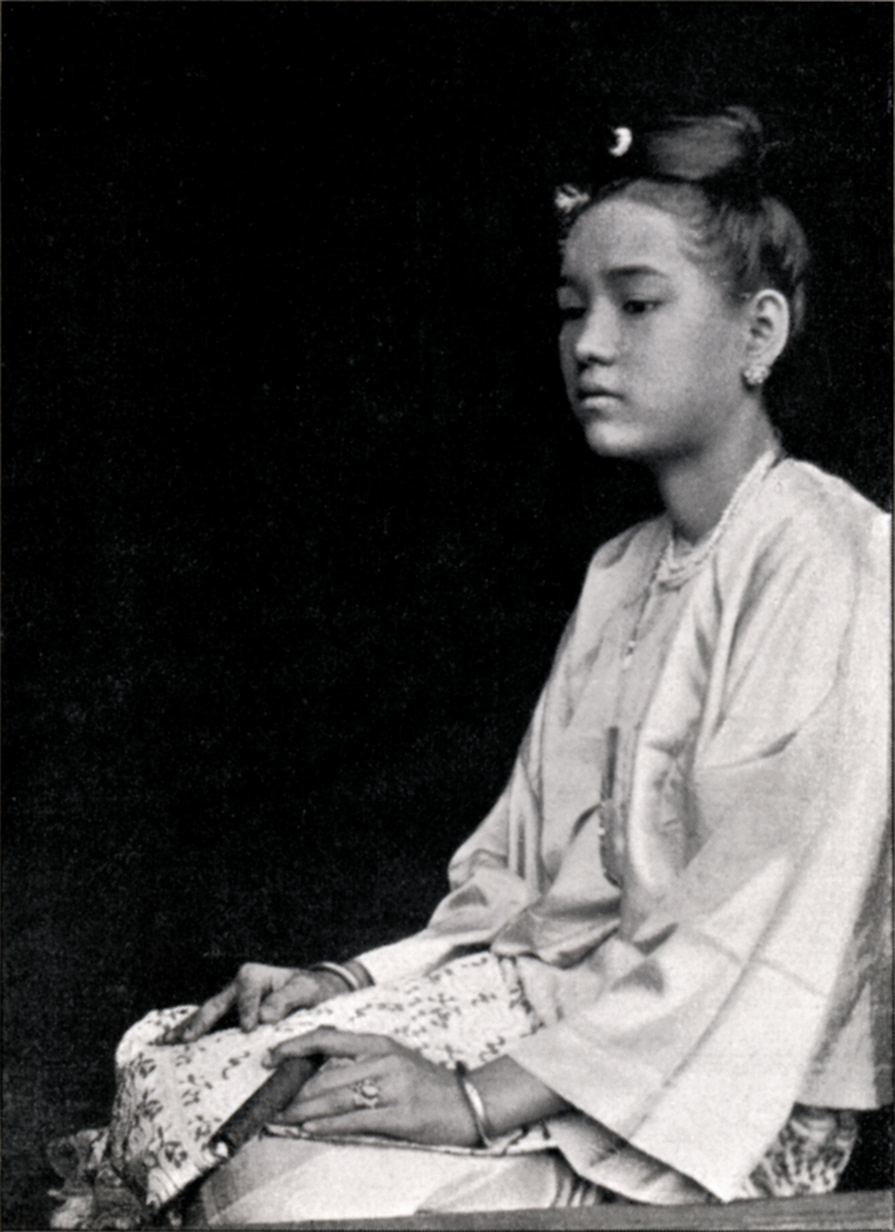
Birmane dans un costume chinois, 1904.
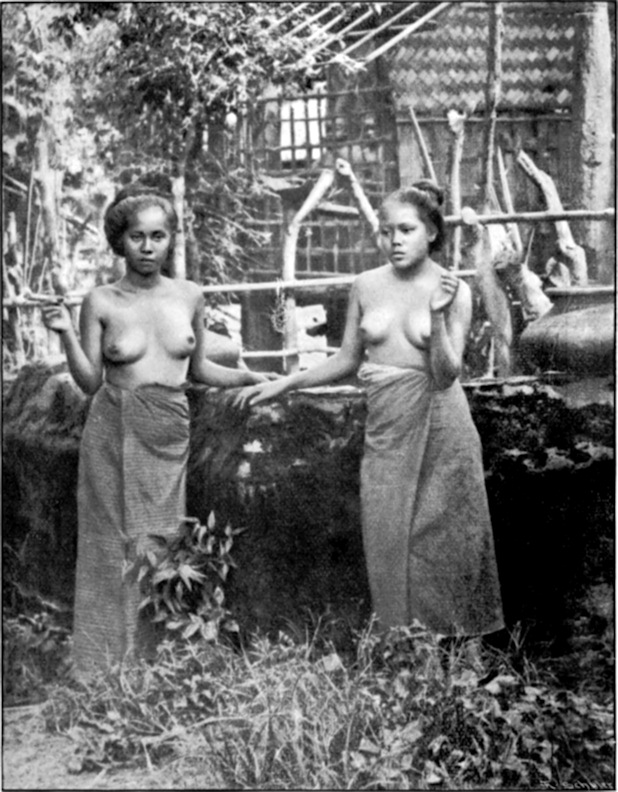
Deux Birmanes en train de puiser de l'eau.
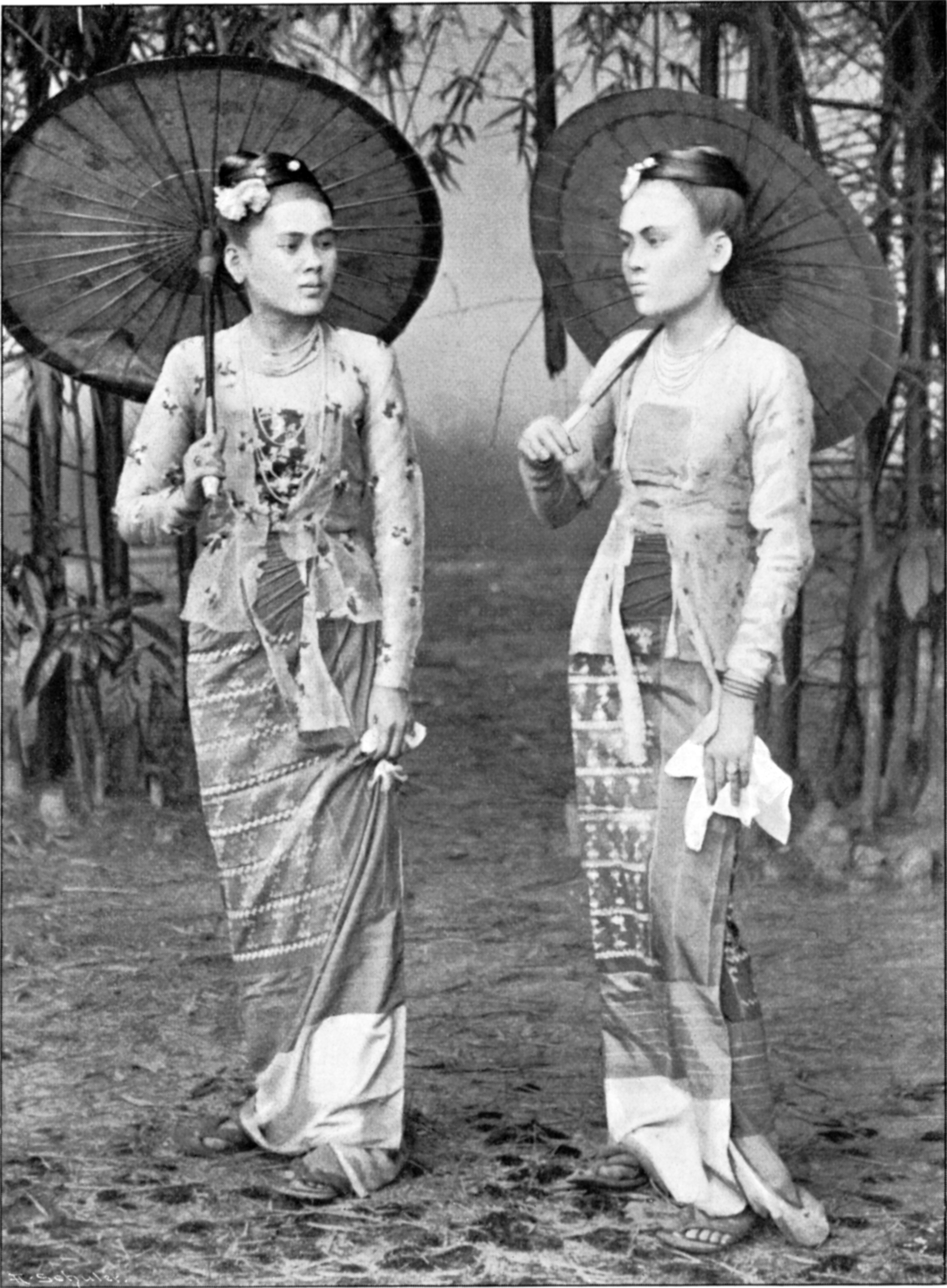
Deux Birmanes, 1902.
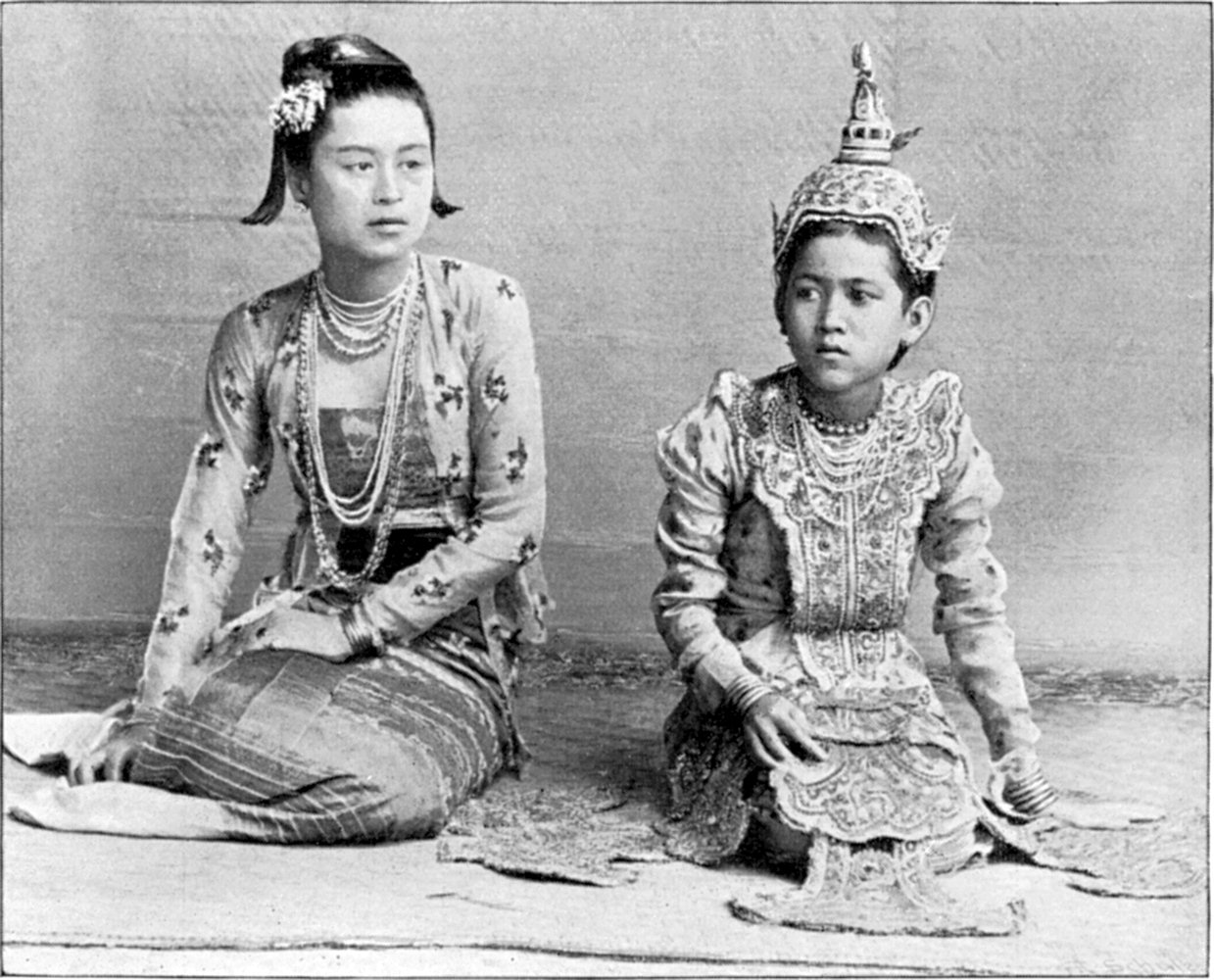
Deux Birmanes en habits de cour, 1886.
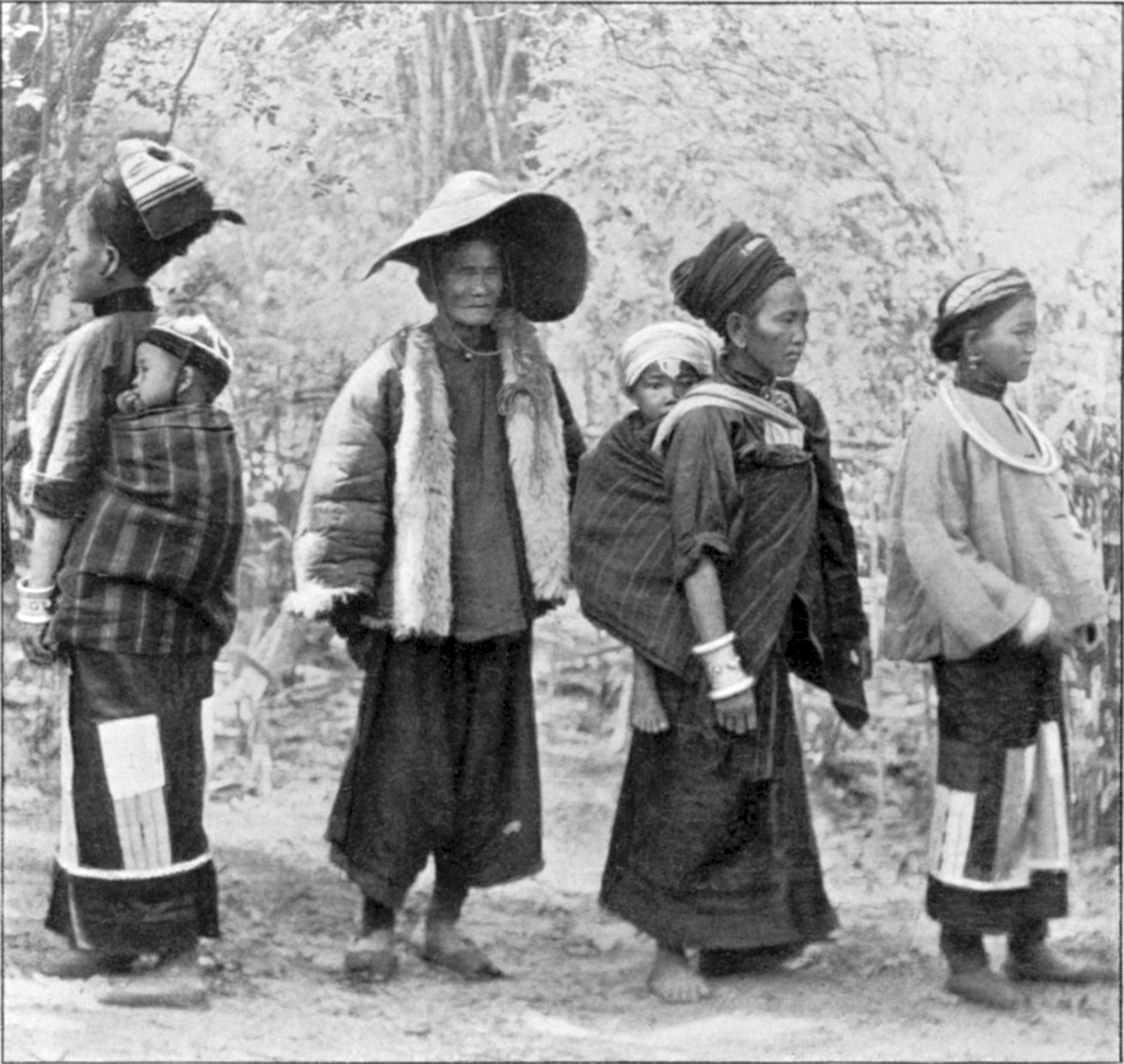
Membres de l'ethnie Shan.
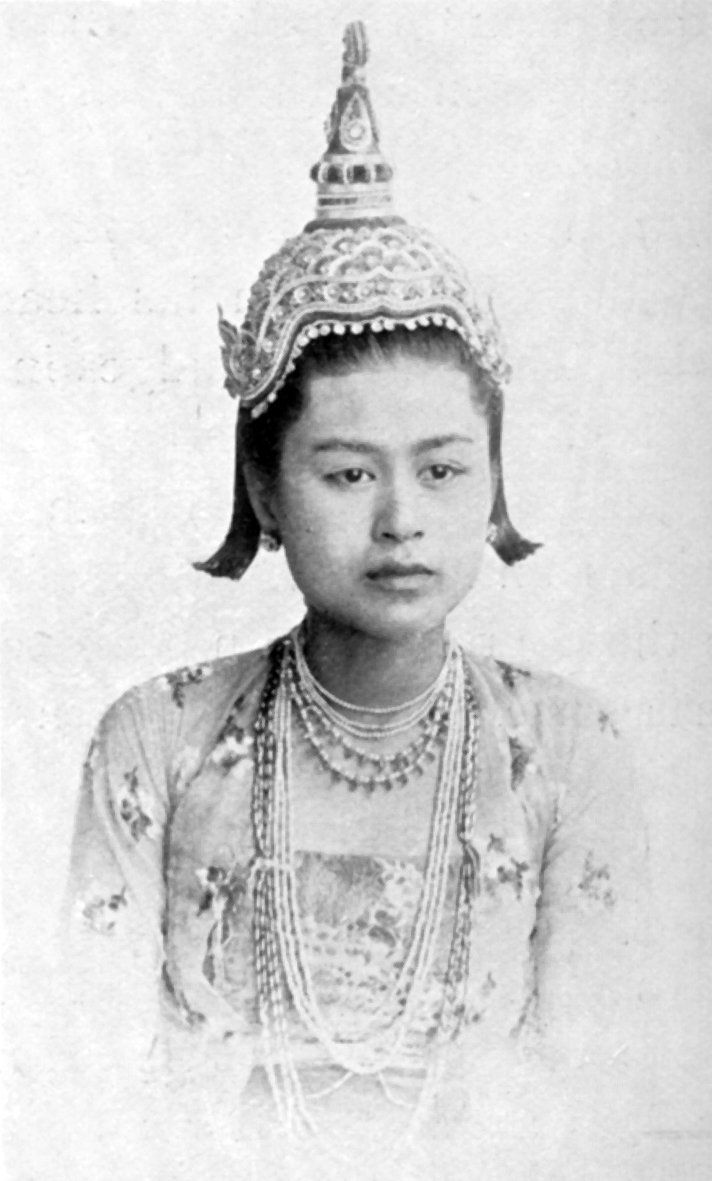
Princesse birmane coifée d'un sibone.